# إدوينا بوث
إدوينا بوث (بالإنجليزية: Edwina Booth)‏ هي ممثلة أمريكية، ولدت في 13 سبتمبر 1904 في الولايات المتحدة، وتوفيت في 18 مايو 1991 بلوس أنجلوس في الولايات المتحدة.

## أعمال

### أفلام
- (1931) التاجر هورن
- (1932) آخر سلالة الموهيكيين

## وصلات خارجية
- إدوينا بوث على موقع IMDb (الإنجليزية)
- إدوينا بوث على موقع أول موفي (الإنجليزية)
- إدوينا بوث على موقع قاعدة بيانات الأفلام السويدية (السويدية)
- إدوينا بوث على موقع قاعدة بيانات الفيلم (الإنجليزية)
- إدوينا بوث على موقع كينوبويسك (الروسية)